# Nazzareno Carusi
Nazzareno Carusi est un pianiste, directeur artistique et manager culturel italien né le 9 novembre 1968 à Celano, L'Aquila, en Italie. Il a été élève de Lucia Passaglia, Alexis Weissenberg et Viktor Merjanov, et a étudié la musique de chambre avec Adriano Vendramelli. Il a aussi reçu des conseils aussi d'Isaac Stern. La rencontre avec le théologien dominicain Père Innocenzo Colosio, élève de Réginald Garrigou-Lagrange, et les études classiques avec Ugo Maria Palanza et Vittoriano Esposito ont été cruciaux pour sa formation.

## Biographie
Le célèbre chef d'orchestre Riccardo Muti l’a défini « un pianiste excellent et un musicien d'une valeur la plus élevée ». Le critique musical, journaliste et écrivain Paolo Isotta a parlé d’une « personnalité de dimension planétaire » et « d’une érudition lui permettant de manier sans crainte et sans limites d'imagination la matière musicale quelle qu’elle soit ». Cecelia Porter, dans un article publié sur le Washington Post, parle en ces termes de son concert donné en trio avec les Solistes de la Scala dans la capitale américaine : « Une soirée artistique époustouflante: Carusi transforme le clavier en un orchestre de cent éléments ».
En 1990, il a gagné le concours national visant à l’obtention d’une classe de musique de chambre au Conservatoires supérieures italiennes de Musique. Aujourd'hui il enseigne au Conservatoire Antonio-Buzzolla d'Adria. Depuis 1993 il a été le plus jeune assistant de son maître Viktor Merjanov. Depuis 2001 et jusqu'au 2006 il est artiste en résidence à la Northeastern Illinois University de Chicago. Depuis 2004, avec le hautboïste Francesco Di Rosa et le clarinettiste Fabrizio Meloni, il a formé l’ensemble Les Solistes de la Scala Trio. Il a fait ses débuts en 2005 avec la Philharmonische Camerata Berlin (ensemble des arches de l’Orchestre philharmonique de Berlin).
En 2018, cependant, les conséquences d'une fracture vertébrale l'ont contraint à se retirer de l'activité de concert.
Aujourd'hui, il est le directeur artistique du célèbre Concours international de violon « Premio Paganini » à Gênes. Dans 2016 à 2019 il était conseilleur artistique du Concours international de piano Ferruccio-Busoni.
Il enseigné aussi à l'Académie internationale de piano «Incontri col Maestro » d'Imola.

### Vie privée
Nazzareno Carusi a quatre enfants: Francesco (2005), Émilie (2008), Elisabetta (2013) et Leone Paolo (2025).

## Concerts
Après la « soirée triomphale » (selon America Oggi) de ses débuts en 2003 au Carnegie Hall (Weill Recital) de New York, il a tenu des concerts dans le monde entier. Parmi les salles et les saisons où il a joué on peut citer: plusieurs fois a la même Carnegie Hall, la Scala de Milan, le Teatro San Carlo de Naples, la Fenice de Venise, le Maggio Musicale Fiorentino de Florence, le Théâtre Colón de Buenos Aires, les Semaines musicales de Lugano, la Jewel Box Series et la Performing Arts Series de Chicago, les Semaines musicales de Stresa, la Salle Cortot de Paris, l’Auditorium de la Radio du Luxembourg, le Théâtre Jane-Mallet et la Salle Weston de Toronto (Canada), la Salle Verdi de Milan, la Salle Herbert-Zipper de Los Angeles, les Soirées musicales de Milan, le Teatro Olimpico de Vicence, le Politeama Rossetti de Trieste, le Politeama Garibaldi de Palerme, l’Auditorium de la Radio de Budapest, la Salle Rachmaninov de Moscou, la Salle América de Santiago du Chili, le Théâtre del Libertador de Cordoue, la Salle Meb Sura de Ankara, le Palais de la musique de Valence et le Théâtre de l’Opéra de Casablanca.

## Enregistrements
- 2011: Camille Saint-Saëns - Sonate op.123 pour violoncello et piano  (avec Luigi Piovano) - Eloquentia [8]
- 2011: Petrolio (feat. Lucio Dalla, Simona Molinari, Fabrizio Bosso, Fabrizio Meloni, Francesco Di Rosa) - Carosello Recors
- 2009: Nazzareno Carusi Live at Teatro alla Scala - EMI
- 2009: Nazzareno Carusi Live at Théâtre Colón - EMI
- 2009: Nazzareno Carusi Live in Chicago - EMI
- 2008: Notturno (feat. Sergio Cammariere, Fabrizio Bosso, Karine Levasseur) - EMI
- 2007: Domenico Scarlatti - 9 Sonate Live in Chicago - Amadeus
- 2006: Johannes Brahms: Sonate op.120 per pianoforte e clarinetto  (con Fabrizio Meloni) - Amadeus
- 2006: Bolero - (feat. Nazzareno Carusi and I Solisti della Scala Trio) - Pony Canyon
- 2001: Alexis Weissenberg's Masterclass in Engelberg - Gregor Antes Labor GA

## Prix
- En 2013 le prix Justinien de Ravenna lui a attribué la mention spéciale avec Riccardo Muti.
- En 2011 son récital « Discorso a due » avec le critique d'art Vittorio Sgarbi a gagné le prix Lunezia.
- En 2008, à Avezzano il a gagné le Prix « Civiltà dei Marsi » et le Prix Lion’s d’Or.
- En 2004 la section italienne de la Junior Chamber International lui a attribué le prix TOYP Italie pour la Culture.
- En 1999 à Engelberg (Suisse) Alexis Weissenberg en personne lui a attribué son prix Alexis-Weissenberg.
- Il a gagné les « Rencontres internationales de Piano 1995 » à Paris, le « National Federation of Music Clubs Competition 1993 - Musique de chambre avec le violoniste Emil Chudnovsky » à Buffalo (USA) et six concours pianistiques nationaux italiens (Rome 1991, Ravenna 1992, Macerata 1991, Albenga 1992, Moncalieri 1989 et Sulmona 1982).
- Il a obtenu aussi un troisième prix au « XIX Concurso Internacional Luis Sigall 1992 » à Viña del Mar (Chili).